# 33581 Rajeevjha
33581 Rajeevjha è un asteroide della fascia principale. Scoperto nel 1999, presenta un'orbita caratterizzata da un semiasse maggiore pari a 2,3132700 UA e da un'eccentricità di 0,1516012, inclinata di 4,91199° rispetto all'eclittica.